# Agelaea macrophylla
Agelaea macrophylla là một loài thực vật có hoa trong họ Connaraceae. Loài này được (Zoll.) Leenh. mô tả khoa học đầu tiên năm 1958.